# Emil Vinjebo
Emil Nygaard Vinjebo (Gadstrup, 24 maart 1994) is een Deens voormalig wielrenner en huidig ploegleider bij Uno-X Mobility.

## Carrière
Als junior won Vinjebo, samen met zijn ploeggenoten, de openingsploegentijdrit in de Rothaus Regio-Tour van 2012. In april 2018 won Vinjebo de vierde etappe in de Ronde van Loir-et-Cher, voor Asbjørn Kragh Andersen. Door zijn zege nam hij de leiding in het puntenklassement over van Johim Ariesen. Vinjebo zou uiteindelijk als tweede eindigen in het eindklassement en op een vijfde plaats in het puntenklassement. In 2019 werd hij derde in de Tro Bro Léon, achter Andrea Vendrame en Baptiste Planckaert. In 2023 stopte Vinjebo als wielrenner en ging even later aan de slag als ploegleider.

## Overwinningen
2012
1e etappe Rothaus Regio-Tour (ploegentijdrit)
2018
4e etappe Ronde van Loir-et-Cher

## Resultaten in voornaamste wedstrijden
|      | \| Jaar \| Milaan-San Remo \| Gent-Wevelgem \| Ronde van Vlaanderen \| Parijs-Tours \| \| WK op de weg \| \| ---- \| --------------- \| ------------- \| -------------------- \| ------------ \| \| ------------ \| \| 2018 \| \| \| \| \| \| 55e \| \| 2019 \| \| \| \| opgave \| \| \| \| 2020 \| \| \| \| \| \| \| \| 2021 \| 121e \| 71e \| opgave \| \| \| \| |               |                      |              |  |              |
| Jaar | Milaan-San Remo | Gent-Wevelgem | Ronde van Vlaanderen | Parijs-Tours |  | WK op de weg |
| 2018 | |               |                      |              |  | 55e          |
| 2019 | |               |                      | opgave       |  |              |
| 2020 | |               |                      |              |  |              |
| 2021 | 121e | 71e           | opgave               |              |  |              |

## Ploegen
- 2013 –  Team TreFor
- 2014 –  Cult Energy Vital Water
- 2015 –  Team TreFor-Blue Water
- 2016 –  Team Giant Scatto U23
- 2017 –  Team Giant-Castelli
- 2018 –  Team ColoQuick
- 2019 –  Riwal-Readynez Cycling Team
- 2020 –  Riwal-Readynez Cycling Team
- 2021 –  Team Qhubeka-ASSOS
- 2022 –  Riwal Cycling Team
- 2023 –  Leopard TOGT Pro Cycling

A.K. Andersen · S.K. Andersen · Bøje-Pedersen · von Folsach · Guldhammer · Hemmsen · Larsen · Mørkøv · Mygind · Olesen · Plesner · Quaade · Rosenberg · Vinjebo
A.K. Andersen · S.K. Andersen · Clausen · Foder Holm · Gregaard · Hardahl · Hyldgaard · Lander · Olsson · Pedersen · Rahbek · Rasmussen · Riis · Vinjebo
Almindsø · Christiansen · von Folsach · Hardahl · Johansen · Larsen · Lyhne · Madsen · Moberg · Price-Pejtersen · Salby · Vingegaard · Vinjebo · Wallin
Armée · Aru · Barbero · Bennett · Brown · Campenaerts · Claeys · Clarke · Dlamini · Frankiny · Gogl · Hansen · Henao · Janse van Rensburg · Lindeman · Nizzolo  · Pelucchi · Power · Pozzovivo · Schmid · Stokbro · Sunderland · Tanfield · Vacek · Vinjebo · Walscheid · Wiśniowski